# IP-тунель

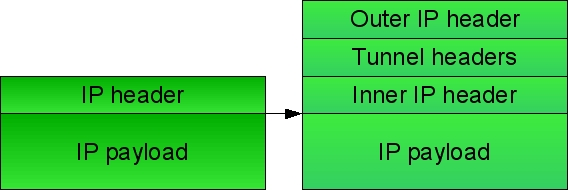
Конфігурація IP-тунеля

IP-тунель — це інтернет-протокол (IP) мережі, канал зв'язку між двома мережами. Для транспортування він використовує інший мережевий протокол за допомогою  інкапсуляції пакетів.

## Опис
IP-тунель часто використовують для з'єднання двох відокремлених IP-мереж, які не мають прямого маршруту одна до одної, з допомогою основного протоколу маршрутизації через проміжний транспортний зв'язок. У поєднанні з протоколом IPsec може бути створена віртуальна приватна мережа між двома й більше приватними мережами через загальнодоступну мережу, таку як Інтернет. Інший частий спосіб використання — це з'єднання ізольованих IPv6-хостів через IPv4-інтернет.

## Інкапсуляції IP tunneling
В IP tunneling кожен IP-пакет, в тому числі і адресна інформація джерела і призначення IP-мережі, інкапсулюється в формат пакета, рідного для транзитної мережі.
На кордоні між мережами джерела і транзитної мережі, а також транзитною мережею і мережею призначення, використовуються шлюзи, які встановлюють кінці IP-тунелю через транзитну мережу. Таким чином, кінці IP-тунелю стають пов'язаними IP-маршрутизаторами, які встановлюють стандартний IP-маршрут між мережами джерела і одержувача. У пакетів, які прийшли в ці кінцеві точки, видаляється їх транзитний заголовок кадру, і, таким чином, перетворюється у вихідний формат IP і входить в IP-стек кінцевої точки тунелю. Крім того, інкапсуляція будь-якого іншого протоколу, використовуваного при транспортуванні, наприклад, IPsec або Transport Layer Security, видаляється.
IP in IP, який іноді називають ipencap, є прикладом інкапсуляції IP в IP і описаний в RFC 2003 [Архівовано 19 вересня 2017 у Wayback Machine.]. Іншими варіантами IP-in-IP є різні IPv6-in-IPv4 (6in4) і IPv4-in-IPv6 (4in6).

## Захист інформації
IP-тунелювання часто обходить прості правила брандмауера, через те, що специфіка й зміст оригінальних дейтаграм приховані. Для блокування IP-тунелів, як правило, необхідно забезпечити контент-фільтр.